# 西福寺 (川口市西川口)
西福寺（さいふくじ）は、埼玉県川口市西川口にある浄土宗の寺院。

## 歴史
1395年（応永2年）、聖冏によって開山された。聖冏は武蔵国豊島郡小石川村（現・東京都文京区小石川）の伝通院を創建した浄土宗の高僧である。川口市内では上青木の専称寺や青木の西方寺を創建している。
室町時代末期天正２年（1574年）、伝誉聖公（1586年寂）によって足立郡戸田領横曽根村（現在地）に中興された（中興：正蓮社傳誉純阿聖公、正蓮社傳誉純公）。末寺に常休院、地蔵寺などがあった。
現在の本堂は1984年（昭和59年）に鉄筋コンクリート造として建てられたものである。

## 石碑・石像
徳本上人名号碑
鉄道轢死者之墓　
六地蔵（横曽根）享保年間（1716－1736）

## 交通アクセス
- 西川口駅より徒歩9分。